# (4301) Boyden
(4301) Boyden ist ein Hauptgürtelasteroid, der am 7. August 1966 vom Boyden Observatory in Südafrika aus entdeckt wurde.
Der Asteroid wurde nach den US-amerikanischen Erfinder Uriah A. Boyden (1804–1879) benannt.